# NGC 3620
NGC 3620 je prečkasta spiralna galaktika u zviježđu Kameleonu.

## Vanjske poveznice
- (eng.) SEDS: NGC 3620
- (eng.) Revidirani Novi opći katalog
- (eng.) Izvangalaktička baza podataka NASA-e i IPAC-a
- (eng.) Astronomska baza podataka SIMBAD
- (eng.) VizieR